# Katedra Przyrządów Półprzewodnikowych i Optoelektronicznych Politechniki Łódzkiej
Katedra Przyrządów Półprzewodnikowych i Optoelektronicznych Politechniki Łódzkiej – jednostka Wydziału Elektrotechniki, Elektroniki, Informatyki i Automatyki Politechniki Łódzkiej, działająca w obszarach mikroelektroniki oraz optoelektroniki.

## Historia
Katedra Przyrządów Półprzewodnikowych i Optoelektronicznych powstała w 2008. Początkowo kadrę tworzyli pracownicy Zakładu Przyrządów Półprzewodnikowych Instytutu Elektroniki Politechniki Łódzkiej. Od początku istnienia Katedry jej kierownikiem jest prof. dr hab. inż. Zbigniew Lisik.
Historia katedry wiąże się z Edukacyjnym Centrum Mikrotechnologii (ECM), które powstało w latach 90. XX wieku. W 1996 roku zespół z Instytutu Elektroniki zajmujący się projektowaniem i technologią przyrządów półprzewodnikowych pozyskał projekt Unii Europejskiej Tempus JEP 11298-96 Education of Microtechnology (EMIT), z budżetem sięgającym 800 tysięcy euro. Dzięki pomocy partnerów tego projektu o dużym doświadczeniu w obszarze mikrotechnologii, między innymi TU Berlin, TU Braunschweig, ECAM Lyon, University of Gent oraz Joint Research Center Ispra, udało się osiągnąć podstawowy cel projektu, jakim było utworzenie laboratoriów ECM. W kolejnych latach potencjał badawczy centrum nieustannie się powiększa, umożliwiając prowadzenie dydaktyki i prac badawczych w wielu dziedzinach, do których należą mikroelektronika, fotowoltaika, inżynieria materiałowa oraz technologie cienkowarstwowe, hybrydowe i montaż elektroniczny. Laboratoria te udostępniane są również partnerom w ramach podpisanej w 2008 roku umowy o utworzeniu Centrum Doskonalenia Mikrotechnologii (CEMIT).
Od wielu lat Katedra Przyrządów Półprzewodnikowych i Optoelektronicznych współpracuje w obszarach nowych technologii z firmami: Apple Inc., CORNING, LAMINA SA, Multi Medical System, OSRAM, Si Power SA, ST Microelectronics, VIGO System SA oraz innymi. Od 2010 roku przy Katedrze działa jedyne w Polsce Edukacyjne Centrum Szkoleniowe Apple (AATCe) przy uczelni wyższej. W 2011 roku został podpisany list intencyjny oraz umowa pomiędzy firmą CORNING a Politechniką Łódzką dotycząca objęcia patronatem Laboratorium Technik Światłowodowych przy katedrze oraz wsparcia dydaktycznego i badawczego prowadzonych w Politechnice prac.

## Obszar badań naukowych i dydaktyki
Prace naukowe prowadzone w Katedrze dotyczą zagadnień związanych z:
- modelowaniem, projektowaniem i wytwarzaniem przyrządów półprzewodnikowych
- projektowaniem i wytwarzaniem zintegrowanych systemów elektroniki
- elektroniką wysokotemperaturową
- elektroniką samochodową
- technologiami cienko- i grubowarstwowymi
- krzemowymi technologiami mikroelektroniki
- technologiami węgliku krzemu
- metodami CAD i CAE dla mikroelektroniki
- problemami cieplnymi w elektronice
- fotowoltaiką i fotoniką
- metrologicznymi systemami pomiarowymi
- modelowaniem i projektowaniem mikroczujników elektromechanicznych i optoelektromechanicznych.

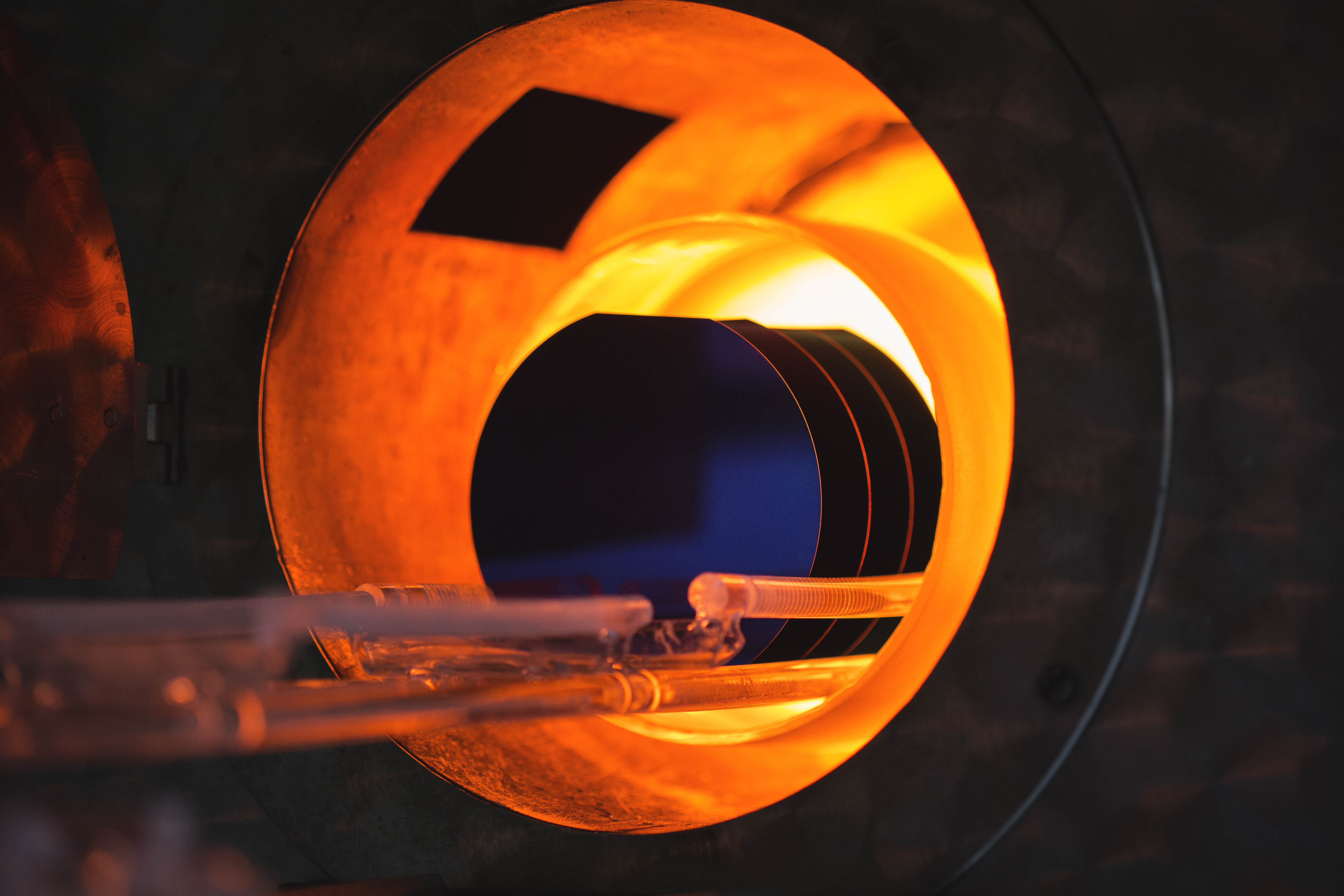
Edukacyjne Centrum Mikrotechnologii – Zaawansowane Laboratorium Technologii Mikroelektroniki

Dorobek naukowo-badawczy Katedry Przyrządów Półprzewodnikowych i Optoelektronicznych stanowią liczne patenty, publikacje w czasopismach naukowych i materiałach konferencyjnych oraz monografie naukowe.
W katedrze realizowane są projekty krajowe (realizowane w ramach NCN, NCBR oraz MNiSW) oraz międzynarodowe. Pracownicy uczestniczą w projektach finansowanych lub współfinansowanych z funduszy Unii Europejskiej i w projektach wynikających z porozumień bilateralnych z uczelniami zagranicznymi (Belgia, Francja, Niemcy, Ukraina, Włochy) oraz partnerami przemysłowymi (CORNING, LAMINA S.A., OSRAM, ST Microelectronics, VIGO System S.A.).

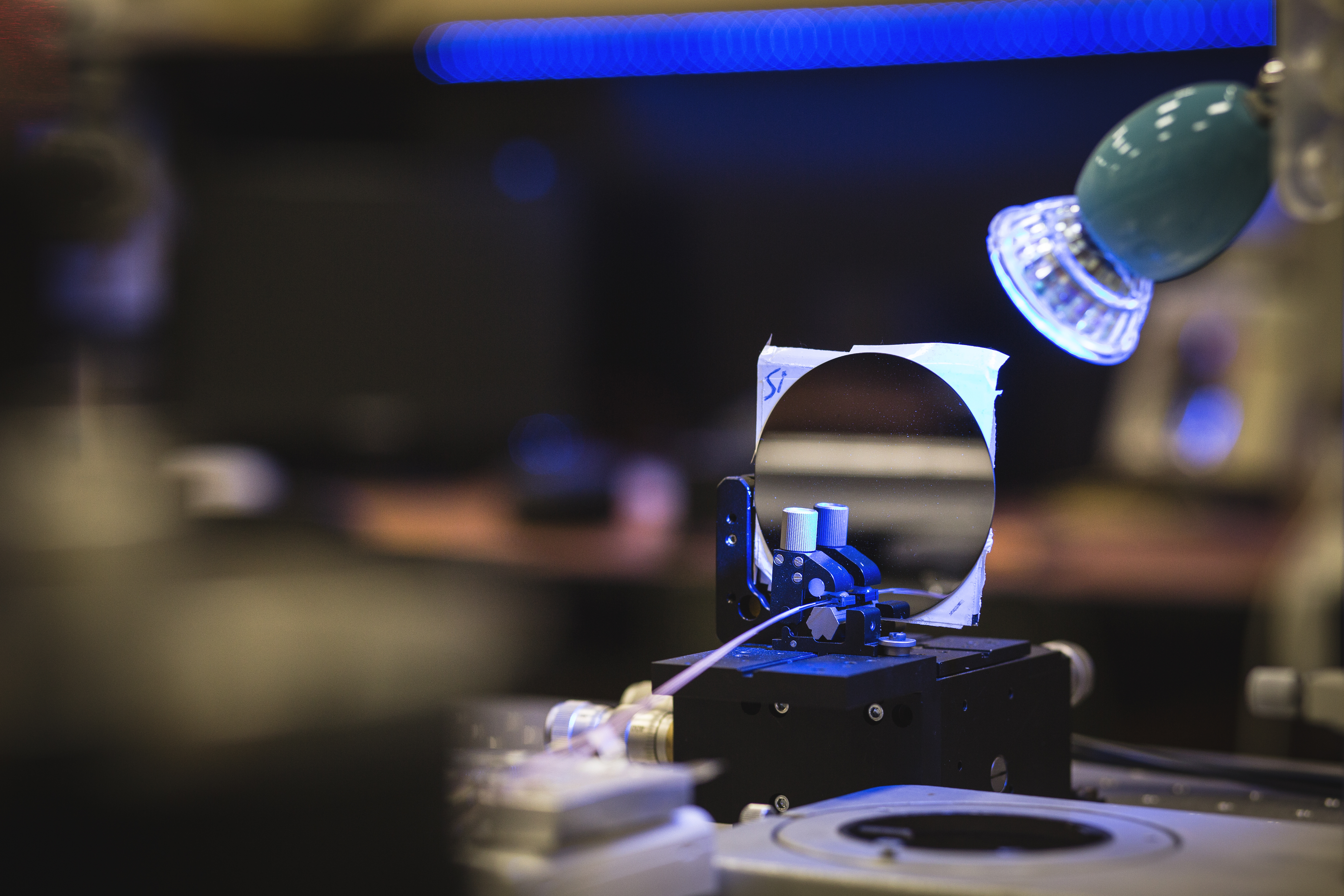
Pomiar odległości przy pomocy czujnika światłowodowego

Katedra jest organizatorem mającej ugruntowaną pozycję wśród naukowców z całego świata międzynarodowej konferencji „MicroTherm – Microtechnology and Thermal Problems in Electronics”, odbywającej się w cyklu dwuletnim.
Katedra dysponuje bogatą bazą techniczną. Jej głównym elementem jest Edukacyjne Centrum Mikrotechnologii, w skład którego wchodzi pięć laboratoriów techniki mikroelektronicznej, w tym jedno w standardzie „clean room” (klasa czystości ISO 7 w pomieszczeniu ISO 5 na stanowiskach). Do wyposażenia znajdującego się w tych laboratoriach należą linie do technologii krzemowej w standardzie 3” i 4”, stanowisko do procesów wysokotemperaturowych w węgliku krzemu, powyżej 2000 °C, stanowiska próżniowe PVD ze źródłami oporowymi, działem elektronowym i magnetronem, stepper oraz RTP i stanowiska do plazmowego trawienia i osadzania (m.in. epitaksji).
Badania naukowe oraz zajęcia dydaktyczne z obszaru optoelektroniki prowadzone są w laboratorium technik światłowodowych będącego pod patronatem firmy CORNING Cable Systems Polska. Laboratorium to wyposażone jest między innymi w monochromatory o zakresie pomiarowym od ultrafioletu aż do podczerwieni, źródła światła LED i LD, źródła światła halogenowego, źródła światła laserowego klasy 3R, układy zasilania detektorów optycznych i układy zasilająco-sterujące laserami VCSEL pracujące z częstotliwością do 2,5 GHz, stół optyczny firmy Thorlabs z aktywnymi nogami z poduszką powietrzną PTS603, ławę optyczną umożliwiającą pomiary apertury numerycznej oraz analizator widma z generatorem śledzącym Signal Hound (pracujący z częstotliwością do 4,4 GHz).

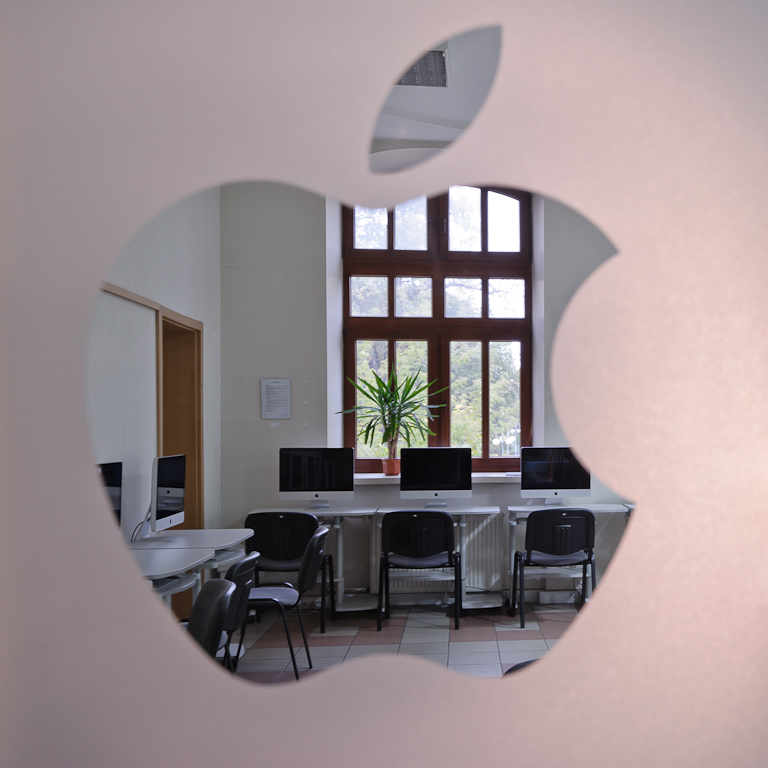
Laboratorium Edukacyjnego Centrum Szkoleniowe Apple AATCe

Edukacyjne Centrum Szkoleniowe Apple prowadzi działalność edukacyjną we współpracy z firmą Apple Inc. Ponadto katedra współpracuje także z firmą Altium Europe GmbH, która sprawuje opiekę nad Laboratorium Altium, w którym zajęcia realizowane są w oparciu o oprogramowanie Altium Designer.
Zespół katedry prowadzi działalność dydaktyczną w języku polskim i angielskim – do kluczowych przedmiotów należą: przyrządy półprzewodnikowe, podstawy elektroniki, optoelektronika oraz mikro- i nanotechnologie. W katedrze odbywają się także specjalistyczne zajęcia z obszarów mikroelektroniki, optoelektroniki i fotowoltaiki, między innymi z elektroniki elastycznej, elektroniki motoryzacyjnej, odnawialnych źródeł energii, systemów i sieci światłowodowych.
Przy katedrze działa Studenckie Koło Naukowe Młodych Mikroelektroników. Studenci biorą udział pod opieką pracowników w pracach naukowo-badawczych realizowanych w katedrze, organizują wykłady z udziałem specjalistów z obszaru szeroko pojętej elektroniki oraz wycieczki do firm i jednostek naukowych współpracujących z Katedrą Przyrządów Półprzewodnikowych i Optoelektronicznych. Pozwala im to na zapoznanie się z rzeczywistymi warunkami i możliwościami zakładów przemysłowych, często wiąże się również z wzięciem udziału w zajęciach pokazowych w laboratoriach. Koło organizuje dwa razy do roku seminaria studenckie – wiosną Letnią Szkołę Mikrotechnologii w Szklarskiej Porębie oraz jesienią Seminarium Studenckie w Konopnicy.

## Nagrody i wyróżnienia

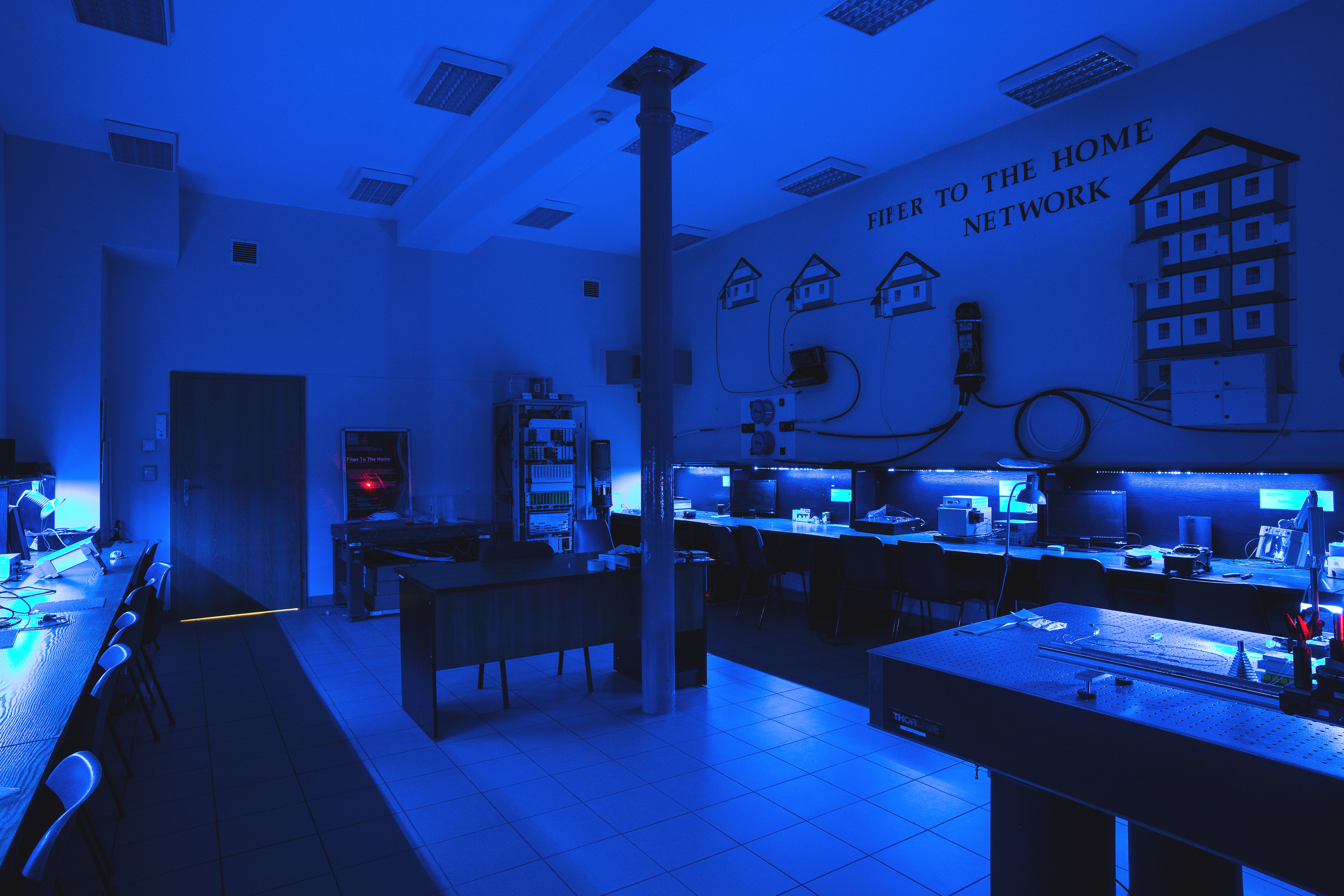
Laboratorium Technik Światłowodowych

Najważniejszymi sukcesami pracowników i doktorantów Katedry Przyrządów Półprzewodnikowych i Optoelektronicznych są:
- srebrny medal na IV Międzynarodowej Wystawie Wynalazków i Innowacji IWIS 2010 za wynalazek „demonstrator diody PiN z węgliku krzemu” (nagroda zespołowa)
- brązowy medal na VI Międzynarodowej Wystawie Wynalazków INNOWACJE 2005 w Gdańsku za wynalazek „mikrostruktura chłodząca do zastosowań w mikro- i nanoelektronice” (nagroda zespołowa)
- wyróżnienie na 53 Światowej Wystawie Innowacji, Badań i Nowoczesnej Techniki EUREKA 2004 w Brukseli za wynalazek „mikrostruktura chłodząca do zastosowań w mikro- i nanoelektronice” (nagroda zespołowa).

Doktoranci byli wielokrotnymi beneficjentami stypendiów Rektora Politechniki Łódzkiej dla najlepszych doktorantów oraz stypendium Marszałka Województwa Łódzkiego dla wybitnych młodych naukowców

## Naukowcy
- prof. dr hab. Zbigniew Lisik
- dr hab. Jacek Gołębiowski, prof. Politechniki Łódzkiej
- dr hab. Ewa Raj